# Боудич, Натаниель
Натаниель Боудич (англ. Nathaniel Bowditch, 1773—1838) — американский математик, астроном и физик. Автор книги «Американский практический навигатор».

## Биография
Родился 26 марта 1773 года в Сейлеме, в Массачусетсе, в семье Хабаккука Боудича, бондаря и бывшего моряка.
В возрасте четырнадцати лет Боудич начал изучать алгебру, а два года спустя самостоятельно освоил математический анализ. Самостоятельно изучил латынь и французский в достаточной степени, чтобы читать математические работы, среди которых были «Математические начала натуральной философии» Исаака Ньютона. По случайному совпадению, в июне 1791 в Сейлеме оказалась библиотека выдающегося ирландского химика Ричарда Кирвана, и Боудич получил к ней доступ.
В 1795 году, на купеческом корабле, совершил первое своё большое морское путешествие. В пятый рейс, в 1802 году, он вышел уже в качестве капитана и совладельца корабля. Он вернулся в Сейлем в 1803 году, чтобы возобновить свои математические занятия и заняться страховым бизнесом в качестве актуария.
В 1798 году Боудич женился на Элизабет Бордман, которая умерла семь месяцев спустя. В 1800 году Боудич женился на Мэри Ингерсолл Боудич (1781—1834). У них было 2 дочери и 6 сыновей, в том числе Генри Ингерсолл Боудич (англ. Henry Ingersoll Bowditch).
В 1823 году переехал из Сейлема в Бостон и продолжил работать в науке и в страховом бизнесе. Умер в Бостоне от рака желудка 16 марта 1838 года. Его сын издал «Memoir of Nathaniel Bowditch» (Бостон, 1839).

## Научная деятельность
Боудич нашёл множество ошибок в «Новом практическом навигаторе» британского офицера Джона Гамильтона Мура. По договорённости с издателем, Боудич предложил исправленный вариант книги Мура, но общее количество исправлений было столь велико, что издатель решил опубликовать труд Боудича как первую редакцию новой книги, получившей название «Американский практический навигатор». Она была опубликована в 1802 году.
Кроме того, Боудич перевёл «Трактат о небесной механике» Лапласа, снабдив его множеством ценных комментариев. Этот перевод принёс Боудичу международную научную известность.

## Признание
В 1799 году Боудич стал членом Американской академии искусств и наук, а в 1809 году Американского философского общества. В 1816 году Гарвардский университет присвоил Боудичу почётную степень доктора права. Он стал фелло Эдинбургского королевского общества и иностранным членом Лондонского королевского общества в 1818 году. В различное время Гарвардский университет, Военная академия США и Виргинский университет предлагали Боудичу преподавательскую работу, но он предпочитал продолжать заниматься страховым бизнесом.
В честь Боудича назван кратер на Луне.